# Quadragesimo anno
Quadragesimo anno é uma carta encíclica do Papa Pio XI, de 15 de maio de 1931, sobre a restauração e aperfeiçoamento da ordem social, em conformidade com a Lei Evangélica, no 40.º aniversário da encíclica de Leão XIII, Rerum Novarum. 
Foi escrita como uma resposta à Grande Depressão de 1929. 

## Sumário da Encíclica
INTRODUÇÃO
I. BENEFÍCIOS DA «RERUM NOVARUM »
1 - ACÇÃO DA IGREJA
2 - ACÇÃO DA AUTORIDADE CIVIL
3 - ACÇÃO DOS INTERESSADOS
CONCLUSÃO: A « MAGNA CHARTA » DOS OPERÁRIOS
II. AUTORIDADE DA IGREJA NA QUESTÃO SOCIAL E ECONÓMICA
1 - DO DIREITO DE PROPRIEDADE
Sua índole individual e social
Obrigações inerentes ao domínio
Poderes do Estado
Deveres relativos aos rendimentos livres
Títulos de aquisição do domínio
Capital e trabalho
Pretensões injustas do capital
Injustas pretensões do trabalho
Princípio directivo da justa distribuição
3 - REDENÇÃO DOS PROLETÁRIOS
Os operários devem poder formar um património
4 - O JUSTO SALÁRIO
O salário não é de sua natureza injusto
Carácter individual e social do trabalho
Tríplice relação do salário
A) O sustento do operário e da família
B) Situação da empresa
C) Exigências do bem comum
5 - RESTAURAÇÃO DA ORDEM SOCIAL
Harmonia entre as diversas profissões
III. NOTÁVEIS MUDANÇAS DESDE A ENCÍCLICA DE LEÃO XIII
1 - EVOLUÇÃO DA ECONOMIA
Despotismo económico
Funestas consequências
Remédios
2 - EVOLUÇÃO DO SOCIALISMO
O partido da violência ou comunismo
O socialismo propriamente dito, ou mitigado
Contrasta com a doutrina católica
Católicos e socialistas termos contraditórios
Socialismo educador
Católicos desertores nos arraiais socialistas
Oxalá voltem à casa paterna
3 - REFORMA DOS COSTUMES
A ruína das almas
Causa desta ruína
REMÉDIOS
A) Cristianização da vida económica
B) A lei da caridade
Caminho a seguir
União das forças católicas

## Conteúdo da Encíclica
O Papa Pio XI dá uma grande importância na sua encíclica à restauração do princípio dirigente da economia baseado na unidade do corpo social (colaboração de classes). Esta unidade não pode basear-se na luta de classes, como a ordem econômica não deve deixar-se à livre concorrência de forças, que cai facilmente no esquecimento de seu próprio caráter social e moral.

### Sobre a Justiça Social
A caridade e a justiça social devem ser a alma da nova ordem, defendida e tutelada pela autoridade pública. Também são necessárias as institucionais internacionais para uma boa organização da sociedade.
O ponto mais positivo do texto é que ele ataca, através de uma análise lúcida, real e muito forte, a acumulação de poder e de recursos nas mãos de uns poucos, que os manejam à vontade. Esta realidade tem como consequência três tipos de luta: a luta pela hegemonia econômica, por apropriar-se do poder político e entre os diferentes estados.

### Sobre o Capitalismo
Com referência ao capitalismo, o termo "capitalista" é citado 4 vezes e "capital", 20 vezes. Pio XI cita Leão XIII: "de nada vale o capital sem o trabalho, nem o trabalho sem o capital". E conclui: "Por conseguinte é inteiramente falso atribuir ou só ao capital ou só ao trabalho o produto do concurso de ambos; e é injustíssimo que um deles, negando a eficácia do outro, se arrogue a si todos os frutos."
A encíclica critica a "livre concorrência" do mercado sem legislação apropriada, especialmente com a mistura e confusão entre o estado e a economia com o esquecimento dos valores morais. "Como não pode a unidade social basear-se na luta de classes, assim a recta ordem da economia não pode nascer da livre concorrência de forças."

São funestos tanto o "nacionalismo ou imperialismo econômico" como o "internacionalismo" do dinheiro, que só tem pátria em si mesmo. A isto chama de "despotismo econômico": 
É coisa manifesta, como nos nossos tempos não só se amontoam riquezas, mas acumula-se um poder imenso e um verdadeiro despotismo económico nas mãos de poucos, que as mais das vezes não são senhores, mas simples depositários e administradores de capitais alheios, com que negoceiam a seu talante. Este despotismo torna-se intolerável naqueles que, tendo nas suas mãos o dinheiro, são também senhores absolutos do crédito e por isso dispõem do sangue de que vive toda a economia, e manipulam de tal maneira a alma da mesma, que não pode respirar sem sua licença.

### Sobre o Livre Mercado
Considera o livre mercado, em princípio, benéfico, mas não se pode deixá-lo a governar o mundo e o mundo não deve ser governado apenas pela economia, como mostra a dura experiência dos trabalhadores, nem tampouco pode converter-se numa ditadura econômica que se rege por si mesma ou como um fim em si mesma.

### Sobre o Socialismo e Comunismo
Na encíclica o comunismo é nomeado diretamente 6 vezes, enquanto o socialismo, 34 vezes.  
Apesar de reconhecer que o socialismo "encerra algo de verdade" nunca negado pela Igreja, contudo, as críticas tanto ao Socialismo como ao Comunismo são fortes.  

A encíclica, no seu texto, reitera a condenação do comunismo já anteriormente feita pelo documentos pontifícios que a precederam. O comunismo é chamado de "partido da violência" e é descrito como aquele  
"[…] que ensina duas coisas e as procura realizar, não oculta ou solapadamente, mas à luz do dia, francamente e por todos os meios ainda os mais violentos: guerra de classes sem tréguas nem quartel e completa destruição da propriedade particular. Na prossecução destes objectivos a tudo se atreve, nada respeita; uma vez no poder, é incrível e espantoso quão bárbaro e desumano se monstra." 
Condena também o socialismo, chamado de "socialismo moderado" ou "mitigado", que critica duramente, pois é também totalmente incompatível com a prática e a fé cristã. A condenação do socialismo, no documento, fica clara na citação:  
"E se este erro, como todos os mais, encerra algo de verdade, o que os Sumos Pontífices nunca negaram, funda-se contudo numa própria concepção da sociedade humana, diametralmente oposta à verdadeira doutrina católica. Socialismo religioso, socialismo católico são termos contraditórios: ninguém pode ser ao mesmo tempo bom católico e verdadeiro socialista."
O papa nega que o socialismo estivesse "realmente tão moderado" ao ponto de ter renunciado a "sua natureza essencialmente anticristã" e "falsas doutrinas" que, por isso, poderia ser abraçado e batizado "sem prejuízo de nenhum cristão": 
"O socialismo quer se considere como doutrina, quer como facto histórico, ou como «acção», se é verdadeiro socialismo, mesmo depois de se aproximar da verdade e da justiça nos pontos sobreditos, não pode conciliar-se com a doutrina católica; pois concebe a sociedade de modo completamente avesso à verdade cristã."
Desde aquele tempo (1931) o Papa Pio XI já advertia quanto ao que chama de "socialismo educador", que hoje é chamado de "marxismo cultural": 
"Estas doutrinas que Nós de novo com a Nossa suprema autoridade solenemente declaramos e confirmamos, devem aplicar-se também a um novo sistema de socialismo prático, ainda mal conhecido, mas que se vai propagando nos meios socialistas. Propõe-se ele a formação das inteligências e dos costumes; e ainda que se faz particular amigo da infância e procura aliciá-la, abraça todas as idades e condições, para formar o homem « socialista » que há de constituir mais tarde a sociedade humana plasmada pelo ideal do socialismo. […] Quão contrários lhes sejam a teoria e a prática do socialismo educador, é tão claro e evidente, que é inútil insistir. Parecem porém ignorar ou não ter na devida conta os gravíssimos e funestos perigos deste socialismo, os que não tratam de lhe resistir forte e energicamente, como o pede a gravidade das circunstâncias. É dever do Nosso múnus pastoral chamar-lhes a atenção para a gravidade e eminência do perigo: lembrem-se todos, que deste socialismo educador foi pai o liberalismo, será herdeiro legítimo o bolchevismo." 

## Princípios e Propostas
Propõe-se levar à prática os princípios da reta razão e da filosofia social cristã sobre o capital de trabalho e sua mútua coordenação. É necessário evitar tanto o individualismo como o colectivismo, ponderar com equidade e rigor o carácter individual e social do trabalho, regular as relações económicas conforme as leis de justiça comutativa, com ajudas da caridade cristã e submeter o livre mercado à autoridade pública sempre que seja esta última o garante da justiça social dentro de uma ordem sã para todos.
Todas as propostas da encíclica se centram no regresso à doutrina evangélica, e defende a sua intemporal validade. 
Algumas propostas mais concretas são:
- Reforma ajustada da economia à razão iluminada pela caridade cristã.
- Colaboração mútua e harmoniosa de todas as atividades humanas na sociedade.
- Reconstrução do plano divino para todos os homens.
- O enriquecimento é lícito sempre que não menospreze os direitos alheios.
- "Lei da temperança cristã" contra os apegos desordenados, que são uma afronta aos pobres, e que se baseia em “buscar primeiro o reino de Deus e sua justiça".
- Lei da Caridade: muito mais ampla que a pura justiça.
- Igualdade radical de todos os homens na mesma família de filhos de Deus, encarnado no filho de um carpinteiro, para potenciar mútuo amor entre ricos e pobres.